# Милан и Енис: Скечеви
Милан и Енис: Скечеви или Мујо и Хасо 2 је босанскохерцеговачка хумористичка телевизијска серија која је снимљена 2006. године у продукцији „Нон-стоп продукције“ и у режији Елмира Јукића који је режирао и познату ТВ серију Луд збуњен нормалан. Назив серије је изведен од имена главних глумаца: Милана и Ениса. Серија се састоји из 74 скеча који су снимани у Сарајеву и Мостару. Серија је снимана као наставак популарне хумористичке серије вицева Мујо и Хасо суперстарс.

## Радња
Серија се састоји из 74 хумористична скеча који су снимани у Сарајеву и Мостару. Основ свих скечева су најпопуларнији вицеви о Муји и Суљи (Хаси). Улогу Мује тумачи глумац Милан Павловић, а улогу Суље сарајевски глумац Енис Бешлагић.

## Глумци
| Глумац           | Улога                 |
| ---------------- | --------------------- |
| Милан Павловић   | Мујо                  |
| Енис Бешлагић    | Суљо                  |
|                  | Фата                  |
| Моамер Касумовић | конобар Хамо, Нијемац |
|                  | доктор                |